# Hyparrhenia
Hyparrhenia E.Fourn.  é um género botânico pertencente à família Poaceae.

## Sinônimo
- Dybowskia Stapf